# Assemblea Intercomarcal d'Estudiosos
L'Assemblea Intercomarcal d'Estudiosos és una convenció científica catalana anual de caràcter itinerant. Totes les convocatòries són encapçalades per una presidència, sempre un científic rellevant, i a vegades per una persona adjunta. Tot i que en principi la temàtica és oberta a totes les disciplines la majoria de treballs que s'hi presenten són d'història i geografia.
La primera de totes va tenir lloc el 1950 a Martorell sota el nom d'«Assemblea Intercomarcal d'Estudiosos del Penedès i la Conca d'Òdena». Fou una iniciativa del geògraf i historiador catalanista Josep Iglésies que amb una comissió permanent que es reunia a casa seva va començar el projecte per evitar que el franquisme acabés amb la recerca i la catalanitat. La comissió va optar des d'un principi per oferir una imatge unitària de totes llurs convocatòries i, per tant, les entitats coorganitzadores amfitriones cada vegada han hagut d'emmotllar-se a uns requisits.
La II Assemblea es va celebrar a Santes Creus el 1953, i ja comptava amb la participació del llavors seminari d'història de la Facultat de Filosofia i Lletres de la Universitat de Barcelona, dirigit pel prestigiós historiador i catedràtic Jaume Vicens i Vives. No fou fins a la IX convocatòria d'Igualada en què es va establir la periodicitat anual de l'esdeveniment. El 1967 per primer cop es va fer fora de la Catalunya sud, a Perpinyà, per commemorar el naixement de l'abat Oliba durant la XIV Assemblea. El 1988 es feu un salt qualitatiu posant les ponències i les comunicacions a disposició de les persones assistents abans de l'inici de la XXXV Assemblea de Valls i Vila-rodona, impreses en tres llibres editats per l'Institut d'Estudis Vallencs. Des de llavors l'entitat local organitzadora acostuma a publicar les actes de l'esdeveniment.
Amb la mort d'Iglésies el 1986 el relleu al capdavant de la comissió permanent el va prendre el també geògraf Josep Maria Domènech i Fargas.